# La louve solitaire
La louve solitaire, Engelse titel: The Golden Claws of the Cat Girl of The Lone She Wolf, is een Italiaans-Franse misdaadfilm uit 1968. De film is geregisseerd door Edouard Logereau.

## Synopsis
Een voormalig trapezeartiest genaamd Françoise (Danièle Gaubert) zet haar talenten ook in als inbreker. Als ze gearresteerd wordt zet de politie haar in tegen een heroïnesmokkelaar.

## Cast
| Acteur            | Personage          |
| ----------------- | ------------------ |
| Danièle Gaubert   | Françoise          |
| Michel Duchaussoy | Bruno              |
| Julien Guiomar    | Inspecteur Durieux |
| Maurice Teynac    | Stanmore           |
| Sacha Pitoëff     | Saratoga           |
| Jacques Brunet    | Hans               |
| François Maistre  | Davenport          |
| Serge Merlin      | Sylvio             |
| Albert Simono     | Evrard             |
| Jacqueline Staup  | Mélissa            |
| Carole Lebel      | Olga               |